# Kożym
Kożym – osiedle typu miejskiego w Rosji, w Republice Komi. W 2010 roku liczyło 10 mieszkańców.